# Marie Rivolová
Marie Rivolová, pseudonymně Máša Rivolová, (* 10. prosince 1957, Třebíč) je česká malířka a pedagožka.

## Biografie
Marie Rivolová se narodila v roce 1957 v Třebíči. V dětství se s rodinou odstěhovala do Blížkovic a do Šumné, následně v roce 1977 odmaturovala na gymnáziu ve Znojmě a následně studovala u Dušana Janouška Pedagogickou fakultu Univerzity Palackého v Olomouci. Studovala také Lidovou školu umění. Po vystudování nastoupila jako pedagožka na Střední pedagogickou školu ve Znojmě. Později se přestěhovala do Uherčic, kde se začala věnovat práci v keramickém ateliéru. Při práci s keramikou spolupracuje s Jindřichem Dudziakem.
Je členkou Sdružení keramiků Brno.

## Dílo
Získala čestné uznání na Trienále v Brně v roce 1981, vystavovala také v Prostějově, Malborku, Minsku nebo v Nancy.